# Swedish Space Corporation
Swedish Space Corporation, SSC, registrerat som Svenska rymdaktiebolaget, är ett svenskt samhällsbyggarbolag inom rymd. SSC:s verksamhet består bland annat av uppskjutningar av sondraketer och stratosfäriska ballonger, tester av raketmotorer och nya raketbränslen, drift och underhåll av rymd- och flygsystem, samt satellitkommunikation via bolagets markstationer utplacerade runtom i världen. SSC arbetar för närvarande även med att utveckla sitt program för Space Surveillance Tracking (SST) och Space Traffic Management (STM) för att identifiera och bedöma risker för kollisioner och störningar kopplat till rymdskrot, samt för att minimera riskerna för dessa.
I januari 2023 invigdes Spaceport Esrange, en ny del av rymdbasen Esrange, som är den första anläggningen inom kontinentala EU för satellituppskjutningar. Den första satellituppskjutningen väntas ske under 2024.
SSC:s verksamhet i Sverige är belägen i Solna, Kiruna och Ågesta. Företaget har också verksamhet i Australien, Chile, Nederländerna, Thailand, Tyskland, USA och Storbritannien. SSC har drygt 630 anställda och omsatte 1 263 miljoner kronor 2022.
SSC benämndes tidigare Rymdbolaget men 2011 ändrades namnet till SSC som står för Swedish Space Corporation.

## Verksamhetsområden

### Utveckling av rymdsystem
SSC har mer än femtio års erfarenhet av att hjälpa rymdorganisationer, företag, kommersiella aktörer och forskningsinstitut att få tillgång till rymden. Företaget konstruerar, utvecklar och testar olika typer av rymdsystem, raketsystem, delsystem och experimentutrustning för forskning, i rymd- eller rymdnära miljö. Vanliga tillämpningsområden är experiment inom tyngdlöshet, atmosfärsforskning samt test och validering av rymdrelaterade system. 
SSC har specialistkompetens inom satellitkommunikation, raket- och ballongsystem, uppsändning av raketer och ballonger, samt tillhandahåller konsulttjänster åt satellitoperatörer.

### Satellitkommunikation
SSC har ett av världens största och mest aktiva civila nätverk av markstationer som kommunicerar med olika typer av satelliter. SSC:s världsomspännande nätverk av markstationer använder såväl koncernens egna som anlitade satellitstationer runt om i världen. SSC har egna markstationer i Sverige, USA, Kanada, Chile, Thailand och Australien. Företaget har också samarbete med markstationer i Tyskland, Italien, Spanien, Sydafrika, Antarktis, Indien och Japan.  
De flesta vetenskapliga satelliter liksom många jordobservationssatelliter går i en bana över jordens poler. Esranges strategiska läge ovanför polcirkeln gör det möjligt att ha regelbunden kontakt med satelliter eftersom de passerar inom räckhåll flera gånger per dygn. Esrange är i dag en av världens mest använda satellitstationer.
Via dotterbolagen LSE, i Tyskland, och Aurora Technology, i Nederländerna, erbjuder SSC konsulttjänster inom satellitstyrning medan brittiska GlobalTrust är ett dotterbolag som erbjuder analys av satellitdata.

### Esrange
Rymdbasen Esrange, världens mest mångsidiga rymdcenter och navet i SSC:s verksamhet, ligger utanför Kiruna i norra Sverige, ovanför polcirkeln (68°N, 21°E). Förutom den infrastruktur som utgör basen så finns även tillgång till ett stort, obefolkat nedslags- och återhämtningsområde som omfattar ett område dubbelt så stort som Luxemburg. Anläggningen har varit i drift sedan 1966 och var till en början en del av den europeiska rymdorganisationen ESA, innan basen blev en del av SSC i samband med att bolaget grundades 1972.
Från Esrange sänder SSC upp sondraketer och stratosfäriska ballonger för forskning inom olika forskningsdiscipliner. På basen finns även en station för satellitkommunikation som utgör navet i SSC:s globala nätverk av markstationer, med ett 30-tal antenner på basen.
Basens nyaste del Spaceport Esrange invigdes den 13 januari 2023 av H.M. Kung Carl XVI Gustaf, Sveriges statsminister Ulf Kristersson och EU-kommissionens ordförande Ursula von der Leyen. Spaceport Esrange är den första anläggningen inom det kontinentala EU med förmåga att skjuta upp satelliter i omloppsbana. Anläggningen kommer även att användas för den europeiska rymdorganisationen ESA:s Themis-program för utveckling av återanvändningsbara raketer, samt för testuppskjutningar av nästa generation sondraketer.
Vid basens testbäddar testas även framtida europeisk raketteknologi. Där utvecklar olika rymdaktörer återanvändbar, mer hållbar och kostnadseffektiv raketteknik.

### Space Situational Awareness
Antalet satelliter i den nära rymden beräknas fördubblas till så mycket som 10 000 inom de närmaste åren. I samma område befinner sig dessutom stora mängder rymdskräp i omloppsbanor. Det rör sig uppskattningsvis mer än 130 miljoner objekt, vissa så små som en millimeter, som färdas i hög hastighet.
Den ökande mängden objekt i omloppsbana runt jorden gör att risken för kollisioner ökar. SSC:s utökar därför sitt initiativ inom området Space Situational Awareness (SSA), som syftar till att upptäcka, förutsäga och bedöma riskerna vid uppskjutningar och återinträde för rymdfarkoster.
SSC har startat ett program vars uppgift är att hålla reda på och katalogisera de objekt som befinner sig i omloppsbanor runt jorden – så kallat Space Traffic Management (STM) – ett kommunikationssystem för att i framtiden undvika potentiella kollisioner vid uppskjutning och för satelliter i omloppsbanor.

## Kunder
SSC:s största kunder inom rymdsystemutveckling och uppsändningstjänster är Rymdstyrelsen och den europeiska rymdorganisationen ESA. Satellitdriftsjänster och satellitkonsulttjänster utförs på uppdrag av satellitägare, satellitoperatörer och rymdorganisationer över hela världen. Tester av rymd- och flygsystem bedrivs åt såväl svenska som utländska företag och försvarsmakter.

## Historik
Rymdbolaget bildades av riksdagen 1972  för att vara verkställande organ för Statens Delegation för Rymdverksamhet, numera Rymdstyrelsen. Bolaget utgjordes 1972 av Esrange och den Rymdtekniska Gruppen i Solna. Esrange var under perioden 1966-1972 en europeisk anläggning men övergick 1972 i svensk ägo i samband med bildandet av Rymdbolaget. Idag har SSC inga myndighetsuppgifter och företaget ägs till 100 procent av svenska staten.
Sedan millennieskiftet har företaget expanderat och har numera verksamhet i Australien, Chile, Nederländerna, Thailand, Tyskland, USA och Storbritannien.
Under åren har SSC även designat och byggt satelliter, utvecklat flygburna havsövervakningssystem som används av kustbevakningsorganisationer över hela världen samt bistått Försvarets materielverk (FMV) med drift, underhåll och utveckling av provsystem på provplatsen Vidsel. Samtliga av dessa verksamheter är i dag avyttrade.

### Satelliter utvecklade av Rymdbolaget
- Prisma - uppsänd från Yasny 15 juni 2010, prov med bl.a. autonom formationsflygning
- SMART-1 - uppsänd från Kourou 27 september 2003, prov med elektrisk raketmotor under färd till månen
- Odin - uppsänd från Svobodny 20 februari 2001, rymdobservatorium för astronomi och aeronomi
- Astrid 2 - uppsänd från Plesetsk 10 december 1998, rymdplasmaforskning
- Astrid 1 - uppsänd från Plesetsk 24 januari 1995, rymdplasmaforskning
- Freja - uppsänd från Jiuquan 6 oktober 1992, rymdplasmaforskning

### Satelliter utvecklade under Rymdbolagets ledning
- Tele-X - uppsänd från Kourou 2 april, 1989, huvudleverantör Aérospatiale
- Viking - uppsänd från Kourou 22 februari, 1986, huvudleverantör Saab

### Sondraketprogram på Esrange
- MASER / SubOrbital Express
- MAXUS
- SPIDER
- REXUS
- TEXUS
- MAPHEUS
- SERA
- STERN
- BOLT

### Ballongprogram på Esrange
- SAMBO

- PIROG
- CHEOPS
- STRAFAM

- EASOE
- THESEO
- ARCHEOPS
- ENVISAT
- SUNRISE
- POGO
- HADT
- HEMERA
- BEXUS

## Verksamhetsorter[19]
- Solna (huvudkontor och utvecklingscenter)
- Esrange Space Center, Kiruna (uppsändnings- och testtjänster samt satellitkommunikation)
- Ågesta (teleporttjänster)
- North Pole, Alaska, USA (satellitstation)
- Clewiston, Florida, USA (satellitstation)
- Horsham, Pennsylvania, USA (kontor)
- South Point, Hawaii, USA (satellitstation)
- Inuvik, Kanada (satellitstation)
- Harwell, Storbritannien (kontor)
- Winchester, Storbritannien (kontor)
- Darmstadt, Tyskland (kontor)
- Gilching, Tyskland (kontor)
- Noordwijk, Nederländerna (kontor)
- Santiago, Chile (satellitstation)
- Punta Arenas, Chile (satellitstation)
- Siracha, Thailand (satellitstation)
- Western Australia Space Center, Australien (satellitstation)

### Helägda dotterbolag
- Aurora Technology, Lisse, Nederländerna (konsulter inom satellitdrift)
- LSE Space, München och Darmstadt, Tyskland (konsulter inom satellitdrift)
- GlobalTrust, Winchester, Storbritannien (analys av satellitdata)